# Тамана

Тама́на (яп. 玉名市, たまなし, МФА: [tamana ɕi̥]?) — місто в Японії, в префектурі Кумамото.     Отримало статус міста 1954 року. Площа становить 152,55 км². Станом на 1 серпня 2011 року населення складало 69 085  осіб, густота населення — 453 осіб/км².     

## Історія
У 1868–1870 роках містечко Тамана було центром автономного уділу Такасе, що належав самурайському роду Хосокава.
Тамана отримала статус міста 1 квітня 1954 року.

## Населення
За даними останнього перепису населення Японії, у 2020-му населення міста становило 64,292 осіб. Переписи населення у Тамані проводяться кожні п'ять років з 1960-го року.

## Персоналії
- Тісю Рю (1904—1993) — японський актор.